# 평양 시정위원회
평양시정위원회(平壤施政委員會)란 한국 전쟁 때에 국군과 국제 연합군이 서울 수복 후 10월 19일에 평안도 평양시를 점령했지만 미국 측에서는 대한민국의 통치가 평양에 미치지 못했다고 생각했기 때문에 미국이 대신 군정을 했던 걸 말한다.

## 같이 보기
- 6.25 전쟁
- 이북5도위원회